# From the Cradle
From the Cradle è il dodicesimo album in studio di Eric Clapton, si tratta di un disco di sole cover blues ed è stato pubblicato nel 1994. Clapton ha ricevuto per questo album un Grammy Award nella categoria Best Traditional Blues Album.

## Tracce
1. Blues Before Sunrise - 2:58 - (Leroy Carr)
2. Third Degree - 5:07 - (Eddie Boyd/Willie Dixon)
3. Reconsider Baby - 3:20 - (Lowell Fulson)
4. Hoochie Coochie Man - 3:16 - (Willie Dixon)
5. Five Long Years - 4:47 - (Eddie Boyd)
6. I'm Tore Down - 3:02 - (Sonny Thompson)
7. How Long Blues - 3:09 - (Leroy Carr)
8. Goin' Away Baby - 4:00 - (Lane)
9. Blues Leave Me Alone - 3:36 - (Lane)
10. Sinner's Prayer - 3:20 - (Lowell Fulson/Glenn)
11. Motherless Child - 2:57 - (Traditional)
12. It Hurts Me Too - 3:17 - (Elmore James)
13. Someday after a While - 4:27 - (Freddie King/Sonny Thompson)
14. Standin' Round Crying - 3:39 - (McKinley Morganfield)
15. Driftin' - 3:10 - (Brown/Johnny Moore/Williams, The Drifters)
16. Groaning The Blues - 6:05 - (Willie Dixon)

## Formazione
- Eric Clapton - chitarra, voce
- Dave Bronze - basso
- Jim Keltner - batteria
- Andy Fairweather-Low - chitarra
- Jerry Portnoy - armonica a bocca
- Chris Stainton - tastiera
- Roddy Lorimer - tromba
- Simon Clarke - sassofono baritono
- Tim Sanders - sassofono tenore
- Richie Hayward - percussioni in How Long Blues